# Фоноавтограф
Фоноавтограф (фр. phonoautographe) — первое в мире звукозаписывающее устройство. Изобретено в 1857 году Эдуаром Леоном Скоттом де Мартенвилем.

## Фоноавтограф Леона Скотта
25 марта 1857 года французское правительство выдало Леону Скотту патент на изобретённое им устройство под названием «фоноавтограф». Устройство состояло из акустического конуса и вибрирующей мембраны, соединённой с иглой. Игла соприкасалась с поверхностью вращаемого вручную стеклянного цилиндра, покрытого копотью или бумагой. Звуковые колебания, проходя через конус, заставляли мембрану вибрировать, передавая колебания игле, которая прочерчивала на копоти отметки. Устройство позволяло отображать звуковые колебания, однако не предлагало способа их воспроизведения.

## Фоноавтограф Александра Белла
В начале своей карьеры изобретатель телефона Александр Белл был учителем красноречия и логопедом, а также занимался сурдопедагогикой. Для своих демонстраций Александру Беллу требовались наглядные учебные пособия. В конце 1873 года он уже пытался проводить опыты с фоноавтографом. Однажды он рассказал своему знакомому доктору-ауристу Кларенсу Блэйку (англ. Clarence Blake), что собирается создать механическое устройство, имитирующее работу человеческого уха. Тот сказал, что для эксперимента можно взять настоящее ухо. Через несколько дней Александру Беллу пришла посылка с разными частями человеческого уха: молоточком, наковальней и мембраной, взятых от мертвого пациента. Из этих подарков и подручных средств Александр соорудил фоноавтограф, который должен был демонстрировать студентам работу человеческого слуха. Все звуки, попадавшие на мембрану, приводили в движение стилус, рисующий узоры.
Летом 1874 года Александр Белл приехал к своему отцу в Канаду и попытался объяснить Мелвиллу Беллу, в чём же состоит его затея. В дневнике Мелвилла Белла появилась короткая заметка: «Электрическая речь?».

## Вклад в научный прогресс
Впоследствии из опытов с фоноавтографом и мультиплексным телеграфом у Александра Белла родилась идея передачи звука по проводам, что привело к созданию телефона.
В апреле 1877 года Шарль Кро изобрёл палеофон, найдя способ воспроизводить запись звука путем переноса с помощью фотографического травления следов иглы-резца на более прочный материал, позволяющий впоследствии неоднократно воспроизводить полученную запись.
В дальнейшем конструкция фоноавтографа была взята за основу для создания фонографа и граммофона.

## Наследие
В 2008 году в парижском архиве была найдена и воспроизведена сделанная на фоноавтографе 9 апреля 1860 года 10-секундная запись, на которой известный книгоиздатель Скотт де Мартенвиль напевает фрагмент из народной французской песни «Au Clair de la Lune». Интересно, что при первых воспроизведениях специалисты приписали исполнение неизвестной певице или подростку, но дальнейшие исследования 2009 года позволили установить, что скорость её воспроизведения была завышена и на ней голос самого изобретателя, поющего очень медленно. Сохранившиеся предыдущие записи, сделанные в 1857, 1854 и 1853 годах, также содержат голос создателя устройства, но неразборчивы по причине краткости, низкого качества и нестандартной скорости.

## Найденные фоноавтограммы
- 9 апреля 1860 года — французская народная песня Au Clair de la Lune.
- 4 мая 1860 года — отрывки из пасторальной поэмы Тассо «Аминта» о македонском царе.
- сентябрь 1860 года — весёлая песня «Лети, пчёлка» (фр. Vole, Petite Abeille) из комической оперы.